# Lindsaeaceae

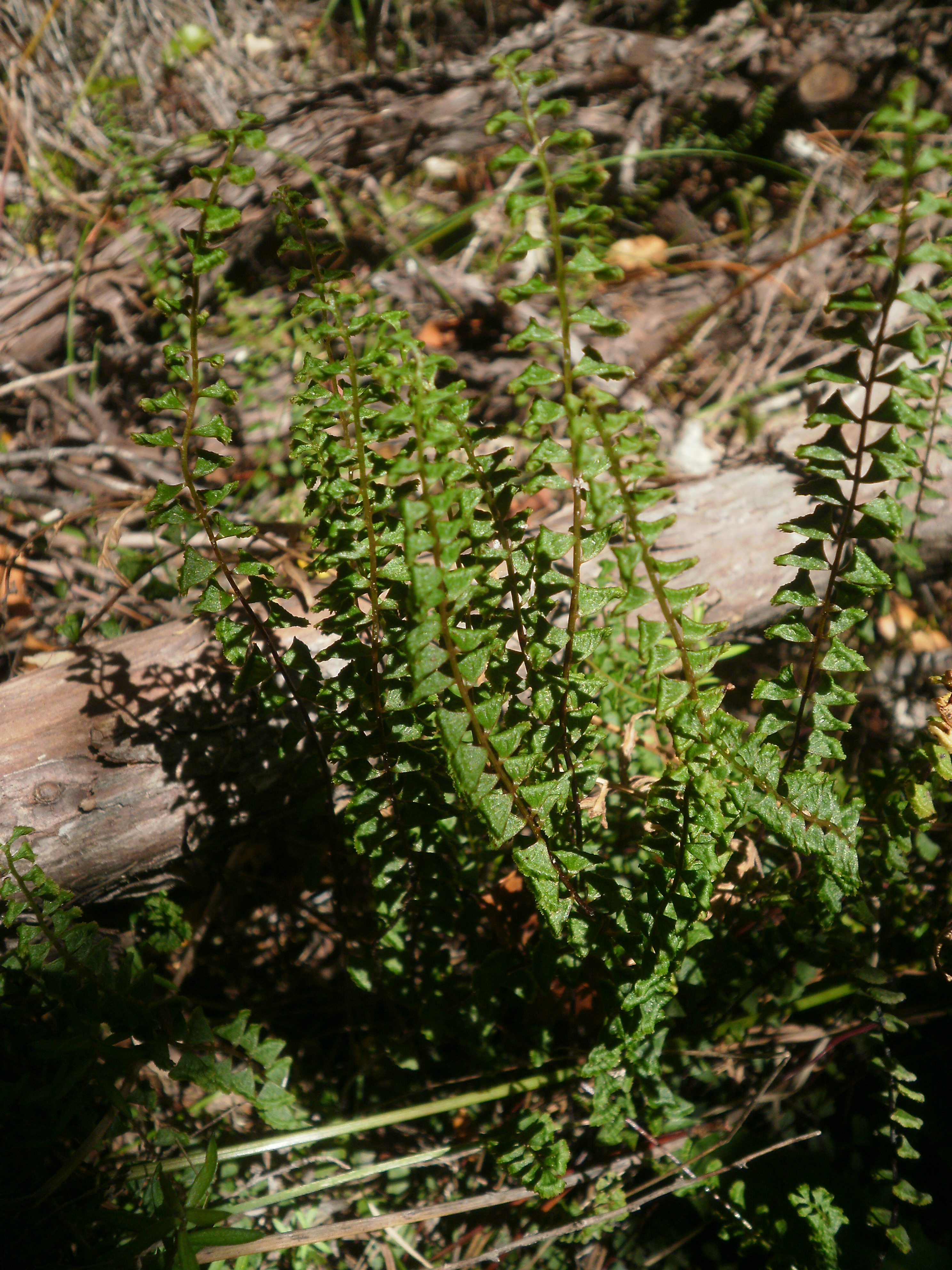
Lindsaea linearis.

Lindsaeaceae é uma família  pantropical de pteridófitas pertencentes à  ordem Polypodiales da classe Polypodiopsida, agrupando 6-7 géneros com cerca de 220 espécies validamente descritas. A família está amplamente distribuída nos trópicos, mas algumas das suas espécie ocorrem nas regiões subtropicais mais temperadas da América do Sul, Ásia Oriental e Nova Zelândia.

## Descrição
As características comuns aos membros da família Lindsaeaceae incluem a presença de rizomas curtos a longos e rastejantes, com escamas não clatratadas ou tricomas unisseriados, lâminas foliares 1-3 pinadas ou mais divididas, com nervuras geralmente livres, soros marginais ou submarginais recobretos por indúsios abertos em direção à margem, por vezes ligados aos lados, ou soros cobertos pela margem reflexa do segmento foliar.

### Morfologia
De maneira geral, os membros da família Lindsaeaceae são plantas terrestres, plantas epífitas ou plantas rupícolas, com caule que pode ser curto ou longo-reptante. 
As frondes podem ser eretas ou escandentes, com lâmina 1-4-pinada ou até mais dividida, geralmente glabra. As nervuras das frondes são livres, furcadas e sem vênulas inclusas. Apresentam soros marginais ou submarginais, com indúsio que se abre em direção à margem, sendo que pode estar aderido à ela ou até coberto pela margem dos segmentos. Produzem esporos tetraédricos, triletes, monoletes e raro bilaterais.

### Taxonomia e filogenia
Quando foram descritas incialmente por Carl Bořivoj Presl, em 1836, os pteridófitos desta família foram integrados na família Davalliaceae e lá foram mantidos por mais de um século. Na sequência de estudos realizados na primeira metade do século XX, este agrupamento taxonómico foi colocado na família Dennstaedtiaceae por Richard Eric Holttum (em 1947). O nome atual foi proposto somente em 1970, por Pichi-Sermolli, sendo que estudos moleculares suportam Lindsaeaceae como uma família separada, uma vez que demostraram que o grupo é o clado irmão do clado composto por Dennstaedtiaceae e Pteridaceae.
Os géneros que tradicionalmente compõem essa família são Lindsaea Dryand. ex Sm., com cerca de 165 espécies, Odontosoria Fée, com cerca de 12 espécies, Ormoloma Maxon, com 1 ou 2 espécies, Sphenomeris Maxon, com cerca de 11 espécies, Tapeinidium (C.Presl) C.Chr., com cerca de 18 espécies, e Xyropteris K.U.Kramer, com uma única espécie.
Estudos moleculares recentes também sugeriram que outros dois géneros fossem inclusos na família, nomeadamente o género Lonchitis L., que anteriormente era descrito em Dennstaedtiaceae, mas que o sistema PPG I colocou na família autónoma Lonchitidaceae, e Cystodium J. Sm, que fora considerado como pertencente à família Dicksoniaceae.
Estudos filogenéticos também reconheceram a família Saccolomataceae como uma linhagem irmã de Lindsaeaceae, e o género Lonchitis como grupo irmão de todas as outras Polypodiales. Apesar de existirem diferentes hipóteses filogenéticas, existe consenso de que Lindsaeaceae pertence a um nó basal da filogenia de Polypodiales.
A sistemática dos géneros da família Lindsaeaceae foi revista por Karl Ulrich Kramer, que, no entendo, aponta alguns desses géneros como entidades parafiléticas. Estudos posteriores evidenciaram que os limites que geralmente separaram os géneros de Lindsaeaceae são artificiais e que três deles foram evidenciados como parafiléticos ou polifiléticos, nomeadamente Sphenomeris, Odontosoria e Lindsaea, sendo que os géneros Tapeinidium e Ormoloma foram evidenciados como sendo monofiléticos. No entanto, manter Ormoloma e Lindsaea como géneros separados não tem justificação filogenética, uma vez que o primeiro é profundamente enraizado dentro do segundo. Esses estudos, realizados com base em amostragens moleculares, descreveram dois novos gêneros, Osmolindsaea e Nesolindsaea, e fizeram uma revisão nos já existentes.
Baseado nessas análises, o grupo irmão das demais Lindsaeaceae é a espécie Sphenomeris clavata, a qual se situa num longo ramo localizado perto da raiz da árvore filogenética, o que pode causar problemas, como uma baixa estabilidade da topologia. As espécies que pertencem ao género Odontosoria constituem um grupo irmão das demais Lindsaeaceae, sendo que esse género é um grupo pantropical, mas que contém espécies neotropicais formando um grupo monofilético. Todas essas espécies neotropicais são trepadeiras e compartilham diversas características sinapomorficas. Segundo este estudo, Tapeinidium forma um clado com diversas espécies curiosas que tradicionalmente foram colocadas dentro de Lindsaea, mas que neste estudo foram colocadas em Osmolindsaea e Nesolindsaea. É um clado paleotropical e com centro de diversidade na Malésia e que foi separado de Lindsaea devido a um ramo longo, bem suportado e altamente estável. O clado Lindsaea também inclui Ormoloma, um enigmático grupo neotropical que fora reconhecido anteriormente como um género separado. 

### Posição filogenética
Durante mais de um século, estas espécies foram considerados parte das Davalliaceae. Depois, a partir de meados do século XX, começaram a ser transferidos para as Dennstaedtiaceae. Dados moleculares apoiaram a separação de Lindsaeaceae na sua própria família, o que foi proposto em 1970. Lindsaeaceae é considerada uma das famílias mais basais da ordem Polypodiales. Uma hipótese para as relações dentro da ordem é mostrada no seguinte cladograma:
|  | Cystodiaceae                                                    |
|  |                                                                 |
|  | \| \| Lonchitidaceae \| \| \| \| \| \| Lindsaeaceae \| \| \| \| |
|  |                                                                 |
|  | Lonchitidaceae                                                  |
|  |                                                                 |
|  | Lindsaeaceae                                                    |
|  |                                                                 |

|  | Lonchitidaceae |
|  |                |
|  | Lindsaeaceae   |
|  |                |

|  | Cystodiaceae                                                    |
|  |                                                                 |
|  | \| \| Lonchitidaceae \| \| \| \| \| \| Lindsaeaceae \| \| \| \| |
|  |                                                                 |
|  | Lonchitidaceae                                                  |
|  |                                                                 |
|  | Lindsaeaceae                                                    |
|  |                                                                 |

|  | Lonchitidaceae |
|  |                |
|  | Lindsaeaceae   |
|  |                |

|  | Cystodiaceae                                                    |
|  |                                                                 |
|  | \| \| Lonchitidaceae \| \| \| \| \| \| Lindsaeaceae \| \| \| \| |
|  |                                                                 |
|  | Lonchitidaceae                                                  |
|  |                                                                 |
|  | Lindsaeaceae                                                    |
|  |                                                                 |

|  | Lonchitidaceae |
|  |                |
|  | Lindsaeaceae   |
|  |                |

|  | Cystodiaceae                                                    |
|  |                                                                 |
|  | \| \| Lonchitidaceae \| \| \| \| \| \| Lindsaeaceae \| \| \| \| |
|  |                                                                 |
|  | Lonchitidaceae                                                  |
|  |                                                                 |
|  | Lindsaeaceae                                                    |
|  |                                                                 |

|  | Lonchitidaceae |
|  |                |
|  | Lindsaeaceae   |
|  |                |

O género Lonchitis tem muitas características morfológicas semelhantes a Dennstaedtiaceae, mas algumas características do esporo são semelhantes aos géneros lindsaeoides, e os dados moleculares colocam este género em Lindsaeaceae. Atualmente, está incluída na família afim Lonchitidaceae.

### Géneros
A classificação do Pteridophyte Phylogeny Group de 2016 (a PPG I) reconheceu sete géneros.
- Lindsaea Dryand. ex Sm. (cerca de 180 espécies)
- × Lindsaeosoria Wagner (1 espécie)
- Nesolindsaea Lehtonen & Christenh. (2 espécies)
- Odontosoria Fée (cerca de 23 espécies)
- Osmolindsaea (K.U.Kramer) Lehtonen & Christenh. (cerca de 7 espécies)
- Sphenomeris Maxon (3 espécies)
- Tapeinidium (C.Presl) C.Chr. (18 espécies)
- Xyropteris K.U.Kramer (1 espécie)

Outras fontes retêm Xyropteris em Lindsaea.
O género extinto Proodontosoria do Cenomaniano que ocorre em âmbar birmanês de Myanmar foi atribuído à família. Outros restos fósseis atribuídos à família incluem um fragmento de folha indeterminado também proveniente de âmbar birmanês, bem como uma raiz permineralizada do Albiano encontrado num depósito de Aspen Shale do Wyoming.
Outros géneros que foram colocados nas Lindsaeaceae são:
- Lonchitis L. – transferido para a sua própria família Lonchitidaceae
- Saccoloma Kaulf. – transferido para a sua própria família Saccolomataceae
- Cystodium J.Sm. – transferido para a sua própria família Cystodiaceae